# Богуру језик
Богуру језик је језик из породице нигер-конгоанских језика из групе банту. Њиме се користи око 500 становника у вилајету Западна Екваторија у Јужном Судану и неколико становника северног ДР Конга.